# انتخابات الرئاسة الإيرانية 1980
تُعدّ الانتخابات الرئاسية الإيرانية 1980 هي أوّل انتخابات الرئاسية عُقدت في البلاد وذلكَ في 25 يناير/ كانون الثاني عام 1980 بعد عام واحد من الثورة الإسلامية التي أطاحت بالشاه ومكّنت مجلس الثورة الإسلامية من تزعم مقاليد السلطة.

## المرشحين
بلغَ عددُ المرشحين المسجلين للرئاسة 124 شخصًا ثم سُمحَ لـ 96 منهم بالمشاركة في السباق الانتخابي وبقيَ في النهاية ثماني مرشحين لا غير.

### المرشحين
مرشحين حزبيين
- حسن حبيبي (الحزب الجمهوري الإسلامي)
- سجان فاروهار (حزب الأمة)
- كاظم سامي (جاما)

مرشحين غير حزبيين
- أبو الحسن بني صدر
- أحمد مدني (عضو في الجبهة الوطنية)
- صادق طباطبائي (عضو في حركة حرية إيران)
- صادق قطب زاده (عضو في حركة حرية إيران)
- محمد مكري (عضو في الجبهة الوطنية)

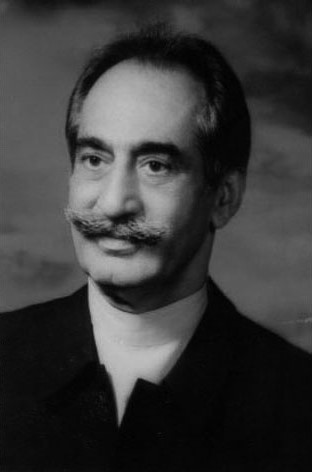
سجان فاروهار
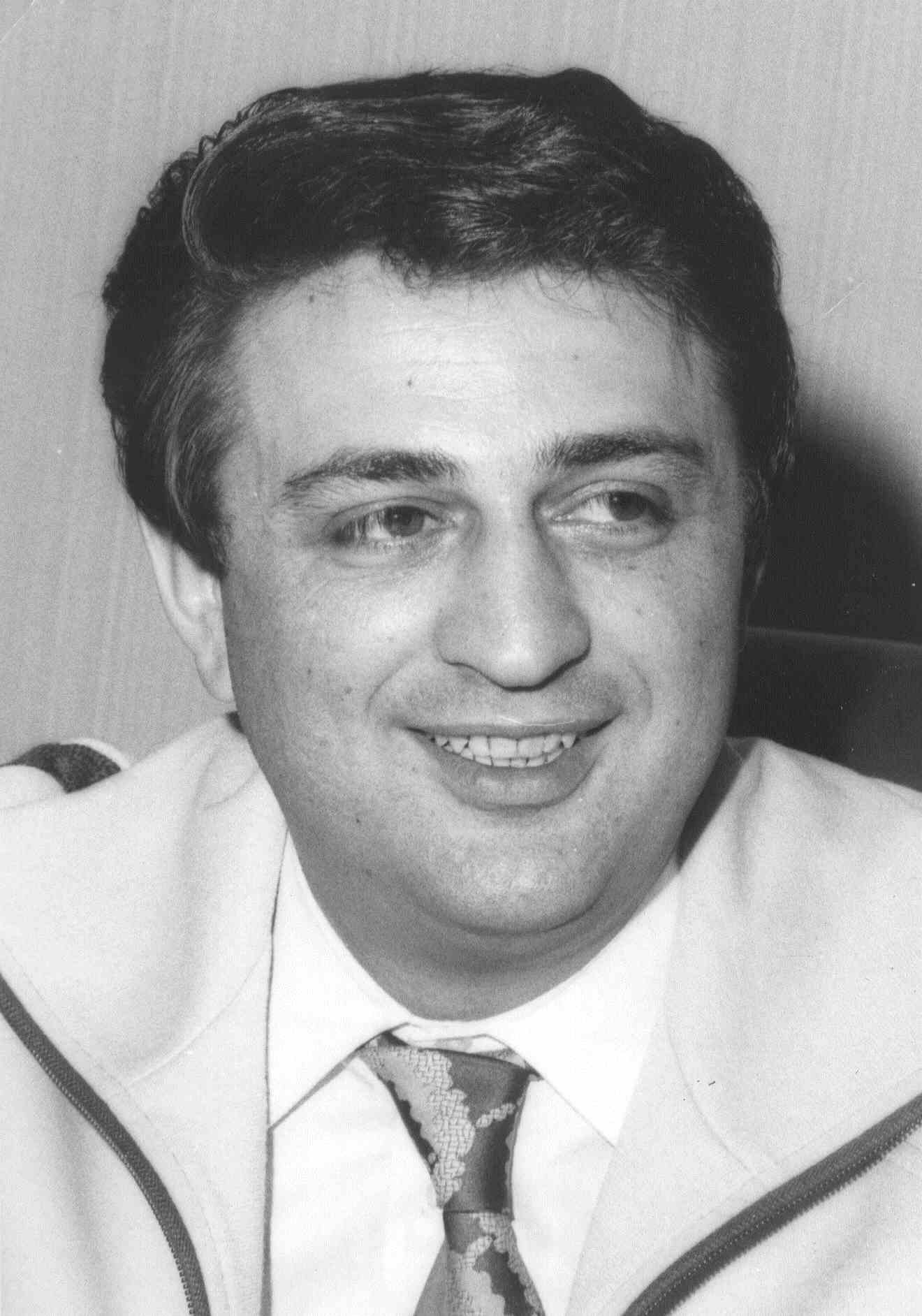
صادق طباطبائي
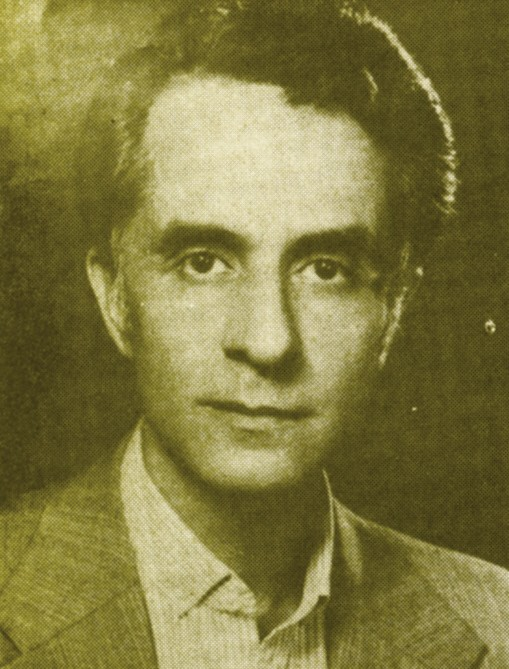
كاظم سامي

### مرشحين انسحبوا
- حسن آية (مستقل بعدما كان عضوًا في الحزب الجمهوري الإسلامي): أيّد في وقتٍ لاحق جلال الدين الفارسي
- جلال الدين الفارسي (مرشح الحزب الجمهوري الإسلامي): غير مؤهل لخوض السباق الانتخابي بسبب أصله الأفغاني
- صادق خلخالي (مستقل): أيد فيما بعد أبو الحسن بني صدر
- مسعود رجوي (مرشح حركة مجاهدي خلق): اضطر للانسحاب بسبب رفضه دستور الجمهورية الإسلامية الإيرانية

### رفضوا الترشح
- روح الله الخميني
- محمد بهشتي
- مهدي بازركان

## الموافقات
| المنظمة                              | المُرشّح                              |
| ------------------------------------ | ----------------------------------- |
| جمعية علماء الدين المجاهدين          | أبو الحسن بني صدر                   |
| جمعية مدرسي حوزة قم العلمية          | حسن حبيبي (عوّضَ أبو الحسن بني صدر)   |
| الحزب الجمهوري الإسلامي              | حسن حبيبي (عوض جلال الدين الفارسي)  |
| حركة حرية إيران                      | لا أحد                              |
| حزب توده الإيراني                    | حسن حبيبي                           |
| حزب الأمة الإيراني                   | داريوش فاروهار                      |
| حركة ثورة مسلمي إيران                | كاظم سامي                           |
| حركة مجاهدي خلق                      | لا أحد (رشّحت في البداية مسعود رجوي) |
| الحزب الديمقراطي الكردستاني الإيراني | لا أحد (رشح في البداية مسعود رجوي)  |
| حركة العساكر المسلمين                | لا أحد                              |
| الحزب الاشتراكي لعمال ايران          | باباك زهاري                         |
| فداء الإسلام                         | أبو الحسن بني صدر                   |
| المؤسسة الإسلامية لأساتذة إيران      | أبو الحسن بني صدر                   |

## نتائج الانتخابات
انتُخبَ أبو الحسن بني صدر رئيسًا للبلاد.

### على الصعيد الوطني
| الانتخابات الرئاسية الإيرانية عام 1980 | الانتخابات الرئاسية الإيرانية عام 1980 | الانتخابات الرئاسية الإيرانية عام 1980 | الانتخابات الرئاسية الإيرانية عام 1980 | الانتخابات الرئاسية الإيرانية عام 1980 | الانتخابات الرئاسية الإيرانية عام 1980 |
| المُرشّح                                 | المُرشّح                                 | الأصوات                                | النسبة                                 | %                                      |                                        |
| -------------------------------------- | -------------------------------------- | -------------------------------------- | -------------------------------------- | -------------------------------------- | -------------------------------------- |
| مستقل                                  | أبو الحسن بني صدر                      | 10,709,330                             | 75.6                                   |                                        |                                        |
| مستقل                                  | أحمد مدني                              | 2,224,554                              | 15.71                                  |                                        |                                        |
| الحزب الجمهوري الإسلامي                | حسن حبيبي                              | 674,859                                | 3.35                                   |                                        |                                        |
| حزب الأمة                              | ساجان فاروهار                          | 133,478                                | 0.94                                   |                                        |                                        |
| مستقل                                  | صادق طباطبائي                          | 114,776                                | 0.81                                   |                                        |                                        |
| جامع                                   | كاظم سامي                              | 89,270                                 | 0.63                                   |                                        |                                        |
| مستقل                                  | صادق قطب زاده                          | 48,547                                 | 0.34                                   |                                        |                                        |
| المرشحين الآخرين                       | المرشحين الآخرين                       | 2,110                                  | 0.01                                   |                                        |                                        |
| الأصوات الصحيحة                        | الأصوات الصحيحة                        | الأصوات الصحيحة                        | 13,994,814                             | 98.93                                  | 98.93                                  |
| الأصوات الباطلة أو الفارِغة             | الأصوات الباطلة أو الفارِغة             | الأصوات الباطلة أو الفارِغة             | 151,806                                | 1.07                                   | 1.07                                   |
| المجموع                                | المجموع                                | المجموع                                | 14,146,620                             | 100                                    | 100                                    |
| إقبال الناخبين                         | إقبال الناخبين                         | إقبال الناخبين                         | 67.42                                  | 67.42                                  | 67.42                                  |
| 1. 2. 3. 4. مصادر:                     |                                        |                                        |                                        |                                        |                                        |

### طهران
| #       | المرشح            | الأصوات   |
| ------- | ----------------- | --------- |
| 1       | أبو الحسن بني صدر | 1,833,197 |
| 2       | أحمد مدني         | 553,557   |
| 3       | حسن حبيبي         | 90,228    |
| 4       | صادق طباطبائي     | 28,676    |
| 5       | كاظم سامي         | 24,676    |
| 6       | ساجان فاروهار     | 22,221    |
| 7       | صادق قطب زاده     | 12,207    |
| 8       | محمد مكري         | 299       |
| 9       | محمود سايرهفزده   | 169       |
| الآخرين | الآخرين           | <100      |